# يوم الخليف
يوم الخُلَّيْفْ هو مسمى شائع عند أهالي مكة المكرمة ليوم التاسع من شهر ذي الحجة الموافق ليوم عرفة، وهو اليوم الذي تنطلق فيه معظم النساء بصحبة الأطفال من ضواحي وهِجَر مكة المكرمة إلى الحرم المكي، فيما يؤدي الحجاج مناسك الحج في صعيد عرفات في هذا اليوم، ويكون الرجال منشغلين في خدمة الحجاج والطوافة وتنظيم أعمال الحج في المشاعر المقدسة. وتنتهز العائلات فرصة خلو الحرم المكي من الحجاج والشوارع من الازدحام بالصلاة والطواف والدعاء والإفطار فيه، وتبقى فيه حتى منتصف ليلة العيد، وتكون غالبية الزوار في الحرم من النساء والأطفال وكبار السن. والخُلَّيْف عادة مكية ارتبطت بسكان مكة منذ خمسة عقود، تبدو على إثرها ساحات الحرم المكي ذات منظر استثنائي يغطيه السواد وهو اللون المعروف لعباءات النساء.
تذهب بعض النساء عند فجر يوم عرفة للصلاة والطواف بالحرم المكي، وليتسنى لهنّ أيضا حضور مراسم تبديل كسوة الكعبة المشرفة، بينما تأتي غالبيتهن بعد صلاة العصر، ليشهدن صلاتي المغرب والعشاء والإفطار في الحرم المكي الشريف، ومن ثم يتوجهن إلى المراكز التجارية والأسواق للاستعداد لعيد الأضحى.

## التسمية
سمي هذا اليوم بالخُلَّيْف لأن جميع زوار المسجد الحرام في هذا اليوم هم ممن لم يتيسر لهم الحج أو المساهمة في خدمته.